# Valentine Morris

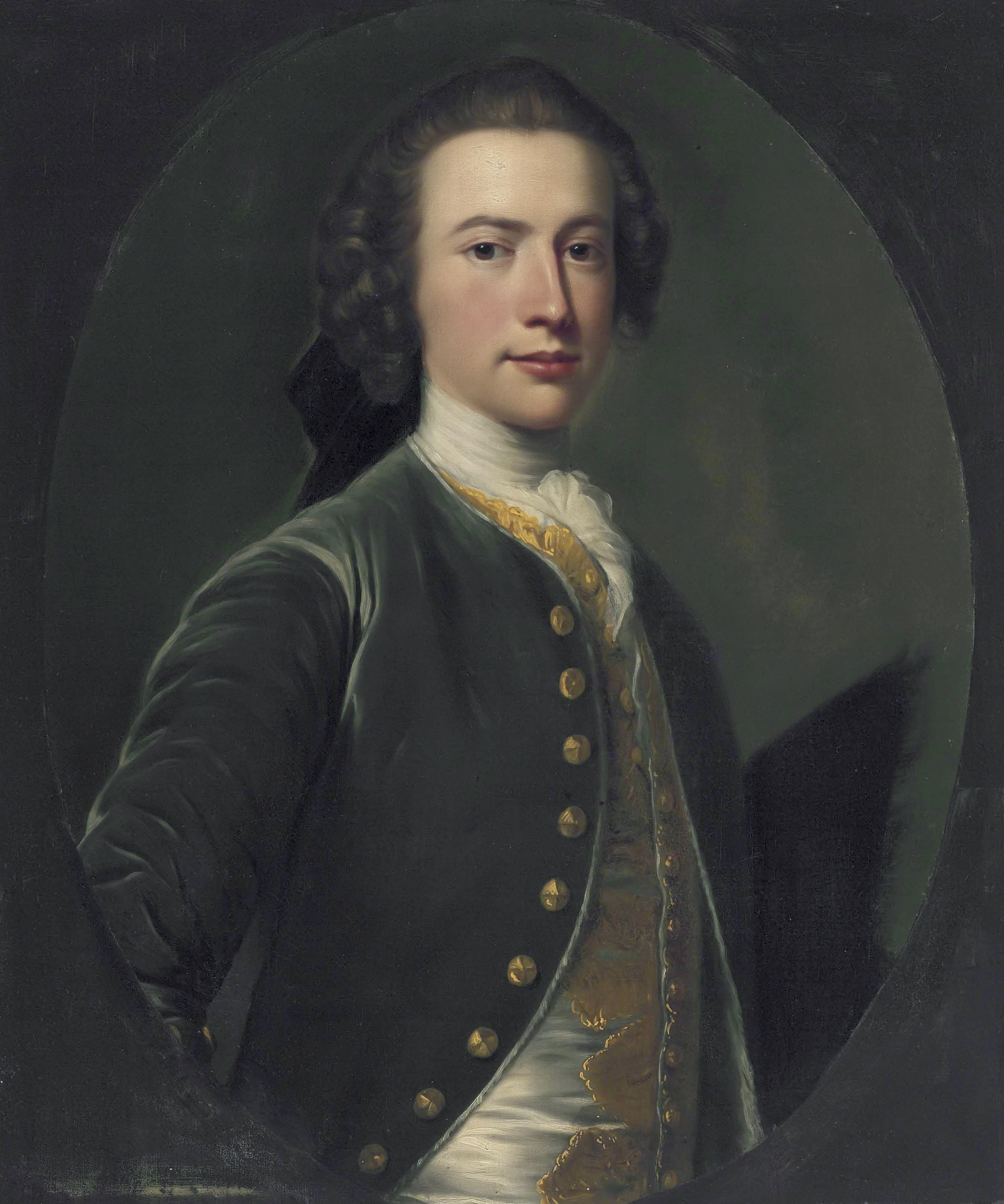
Valentine Morris (1727–1789), Governor of Saint Vincent, von Allan Ramsay

Valentine Morris (* 27. Oktober 1727, Antigua; † 26. August 1789, Bloomsbury, London, Königreich Großbritannien) war ein britischer Grundbesitzer und Politiker. Er ist bekannt für den Bau der picturesquen (malerischen) Waldpfade (woodland walks) bei Piercefield im Wye Valley. Er war Gouverneur von St. Vincent von 1772 bis 1779.

## Leben

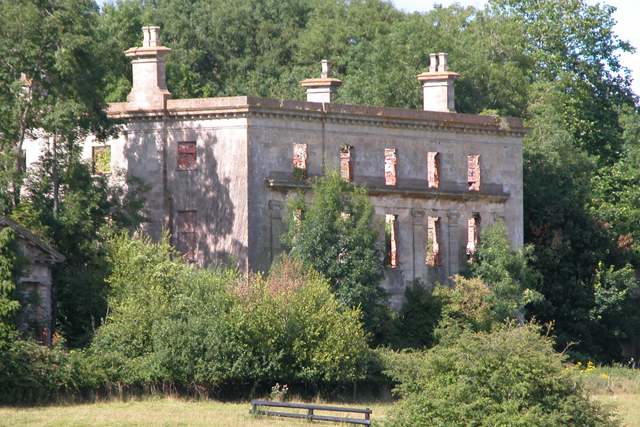
Ruinen von Piercefield House.

Morris wurde auf Antigua, in den Westindischen Inseln geboren. Er war der Sohn von Colonel Valentine Morris (c. 1678–1743), eines Eigentümers einer Zuckerrohrplantage und Händlers, der eine Abstammung von der Familie Walter aus Monmouthshire beanspruchte und 1740 das Piercefield House bei Chepstow erwarb.
Als sein Vaters 1743 starb, erbte der jüngere Valentine Morris Piercefield. Zu dieser Zeit besuchte er noch eine Schule in London. 1748 heiratete er Mary Mordaunt, eine Nichte von Charles Mordaunt, 3. Earl of Peterborough, und begann mit seiner Familie 1753 in Piercefield zu leben. Morris betrieb großen Aufwand, das Anwesen und dessen Umfeld zu verschönern. Er ließ das Parkland anlegen und engagierte dazu Richard Owen Cambridge, um den modischen Stil von Capability Brown zu verwenden. Zu einer Zeit, als Tourismus im Wye valley begann, wurde Piercefield zu einem Park von nationalem Ruf umgestaltet als eines der frühesten Beispiele des Picturesque Landscaping. Morris legte Wege durch die Haine an und baute eine Grotte, einen Druiden-Tempel, ein Badehaus und eine Riesenhöhle (giant’s cave). Er schuf auch Aussichtspunkte entlang der Klippen über dem River Wye und öffnete den Park für Besucher. Einer der Touristen war der Dichter Samuel Taylor Coleridge, der schrieb: „O, was für eine göttliche Szene... Die ganze Welt scheint in ihrem ganzen Umfang hier abgebildet zu sein.“ („Oh what a godly scene....The whole world seemed imaged in its vast circumference“).
Morris war ein starker Verfechter des Straßenbaus und setzte den ersten Turnpike Bill in Monmouthshire um, welcher 1755 erlassen worden war. Er präsentierte dem House of Commons Beweise, dass es in Monmouthshire keine Straßen gab und, als er gefragt wurde, wie die Menschen dann reisen, antwortete er: „Wir reisen in Gräben“ („We travel in ditches“). Als Verantwortlicher für verschiedene Turnpike Trusts, war er auch verantwortlich für die Unterhaltung und die Verbesserung der Straßen von Chepstow nach Raglan, Woolaston und Beachley, oft gegen die Wünsche des lokalen Adels, deren Grundstücke zur Verbesserung der Straßen benutzt wurden. Morris war verantwortlich für den Bau von mehr als 300 mi (480 km) Turnpike Roads in Monmouthshire und Gloucestershire im Laufe der 1760er. Als Magistrat führte er auch standardisierte Gewichte und Maße im Handel ein, – erstmals in diesem Gebiet.
Morris persönliche Großzügigkeit und sein Hang zum Glücksspiel, sowie seine wirtschaftlichen und politischen Ausgaben brachten ihn jedoch in finanzielle Schwierigkeiten. 1771 verstarb Thomas Morgan, MP für Monmouthshire und ein Mitglied der Mächtigen Familie Morgan von Tredegar House. Morris entschied sich in der Nachwahl gegen Thomas Bruder, John anzutreten. Eine echte, umkämpfte Wahl war zu der Zeit höchst ungewöhnlich und die Morgans attackierten Morris als einen Outsider, einen Kreolen und Sklavenbesitzer. Morris im Gegenzug appellierte an die „ehrlichen, unvoreingenommenen Männer“ („honest unbiassed men“) von Monmouthshire, dass sie „alle Fesseln abschütteln, ihre Unabhängigkeit behaupten, und einmal im Leben Mut haben den Mann ihrer Wahl zu wählen“ („shake off all shackles, assert your independency, and once in your life have courage to dare elect the man of your choice“). Morris verlor die Wahl mit 535 Stimmen gegen Morgans 743 Stimmen.
Nach dem Scheitern der Wahl war Morris gezwungen, aufgrund sowohl politischen, als auch aufgrund finanziellen Drucks nach seinen Besitzungen in Antigua zu segeln. 1772 wurde er Governor der Insel St. Vincent (wie sie damals hieß), welche durch den Treaty of Paris 1763 von Frankreich erworben worden war. Eine Memoire zu Morris von William Coxe besagt (1801), dass er, während er dort war „mit so viel Eifer und Aktivität daran arbeitete die Insel zu kultivieren, dass er sie fast zu einem zweiten Piercefield machte“ („laboured with so much zeal and activity in promoting the cultivation of the island, that he almost made of it another Piercefield“). Er half mit eigenen Mitteln dabei, die Insel gegen die Franzosen zu verteidigen, aber, 1779, musste er doch die Übergabe an die französischen Truppen verhandeln. Später klagte er gegen den in Amerika geborenen Militärkommandanten der Insel, Lt. Colonel George Etherington, weil er ihn beschuldigte „seinen Dienst vernachlässigt zu haben und... unpassendem Verhalten im Angesicht des Feindes“ („neglect of duty and... improper behaviour in the face of the enemy“). Etherington wurde jedoch freigesprochen und die Forschung hat vermutet, dass Morris bei seiner Anklage von Rachsucht getrieben sein könnte.

## Letzte Jahre und Tod
Danach war Morris Pleite und er kehrte zurück nach London. Seine Frau hatte Selbstmord versucht und wurde in ein Madhouse eingewiesen. Morris selbst wurde wegen seiner Schulden eingekerkert. Er übergab seine Anwesen in den West Indies und musste selbst Piercefield 1784 verkaufen. Er starb in London 1789.